# ウルティモ・ゲレーロ
ウルティモ・ゲレーロ（Último Guerrero、1972年3月1日 - ）は、メキシコの男性プロレスラー。CMLL所属。ドゥランゴ州ゴメスパラシオ出身。
弟はグラン・ゲレーロ。

## 来歴
トリニート、ハルカン・スリアーノにルチャを学び、1990年9月19日に地元であるドゥランゴ州ゴメスパラシオのインディー･プロモーションでデビュー。
後にプロモ・アステカに入団し、1996年からウルティモ･ゲレーロのリングネームで登場。1997年よりCMLLに入団。
1999年、タッグトーナメントの祭典である「トルネオ・グラン・アルテルナティバ」にブルー・パンテルと組んで優勝。
2000年、サタニコ & レイ・ブカネロと「インフェルナレス」を結成。2002年、メンバーを入れ替え「ゲレーロス・インフェルノ」、2005年には「ゲレーロス・アトランティダ」と相次いでユニットを結成した。
2009年には「オラ・ラグネロ」を結成。
2008年にはアメリカの団体であるTNAの「ワールドXカップ」に出場し、優勝。日本には新日本プロレスに参戦している。
2014年9月19日、ルチャリブレ生誕81周年記念大会CMLL「アニベルサリオ81」にてCMLL頂上決戦となるアトランティスとのマスカラ・コントラ・マスカラ戦（敗者覆面剥ぎマッチ）に1-2で敗れ、マスクを脱ぐことになった。

## 得意技

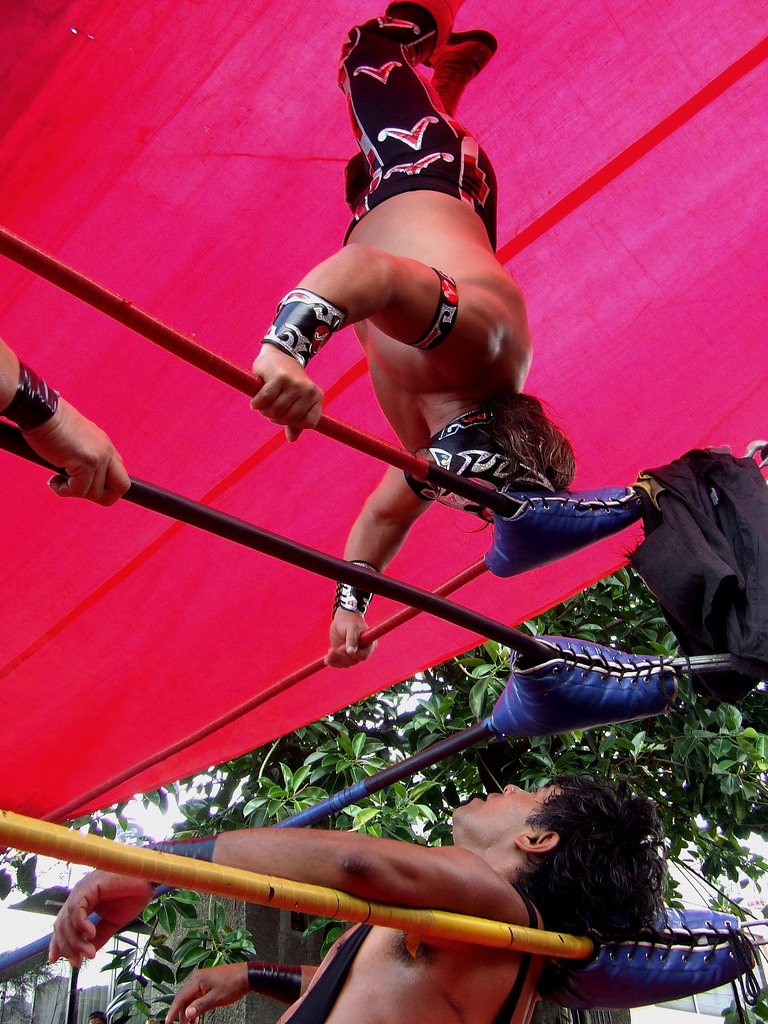
逆立ち式コーナードロップキック

ゲレーロ・スペシャル
雪崩式リバース・ブレーンバスターと同じ技。
プルポ・ゲレーロ
シングルレッグ・ボストンクラブと同じ技。
ゴリー・インベルティーダ
ゴリー・スペシャルと同じ技。
プランチータ・デ・アンヘル
セントーン・デ・ラ・ムエルテ
ダイビング・セントーと同じ技。
逆立ち式コーナードロップキック
相手がコーナーポストに長座状態でダウンしている状態で自ら助走しコーナートップロープ上に逆立ちをし相手に向かい強烈なドロップキックを放つ技。

## タイトル歴
CMLL
- CMLL世界ヘビー級王座（第15代、第20代）
- CMLL世界ライトヘビー級王座（第9代）
- CMLL世界トリオ王座 ： 2回

w / アトランティス & タルサン・ボーイ
w / アトランティス & ネグロ・カサス
- CMLL世界タッグチーム王座 ： 6回

w / レイ・ブカネロ : 3回
w / ドクトル・ワグナー・ジュニア
w / アトランティス
w / ドラゴン・ロホ・ジュニア
- ラグナ・タッグ王座

w / スペル・パンク
- プリ・サーキット・タッグチーム王座

w / レイ・ブカネロ
- インターナショナル・グランプリ 優勝（2006年、2007年）
- カンペオン・ウニベルサル 優勝（2009年、2014年）
- トルネオ・グラン・アルタナティボ 優勝 （1999年）

w / ブルー・パンテル
- トルネオ・グラン・アルタナティボ 優勝（2008年）

w / ドラゴン・ロホ・ジュニア
- CMLLグランプリ・ジュニア

WWA
- WWA世界タッグチーム王座

w / ペロ・アグアヨ・ジュニア
TNA
- ワールドXカップ 優勝（2008年）

w / ボラドール・ジュニア & レイ・ブカネロ & アベルノ
MLW
- MLWナショナル無差別級王座（第9代）

その他
- PRIシルクィートタッグ王座

w / レイ・ブカネロ : 1回
- チャンピオン·デュ·モンド : 1回
- LLAアステカ王座 : 2回
- UWEタッグ王座

w / アトランティス : 1回